# Wysoka (Wadowice)
Pour les articles homonymes, voir Wysoka (homonymie).
Wysoka est une localité polonaise de la gmina et du powiat de Wadowice en voïvodie de Petite-Pologne.